# 파리의 연인 (1957년 영화)

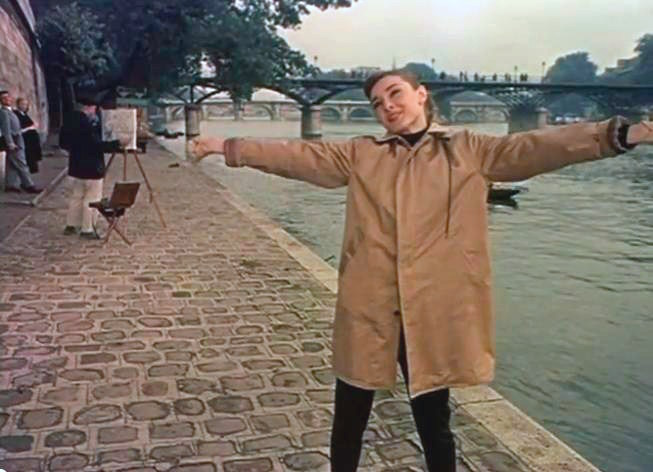

《화니 페이스》는 1957년 제작된 미국의 영화이다. 이 영화는 1927년 브로드웨이에서 공연한 뮤지컬을 영화로 옮긴 것으로 뮤지컬에서 나왔던 프레드 아스테어가 이 영화에서도 주인공을 맡았다. 여주인공은 오드리 헵번이 맡았다. 이 영화는 《사랑은 비를 타고》의 감독을 맡았던 스탠리 도넌이 감독을 맡았다.

## 캐스팅
- 오드리 헵번 - 조 스톡튼 (모델)
- 프레드 아스테어 - 딕 아베리 (사진가)
- 케이 톰슨 - 메기 프레스콧 (잡지사 사장)
- 마이클 아클리어 - 이마일 프로스트레 교수
- 로버트 플레밍 - 폴 두벌

## 노래
《화니 페이스》에서 나온 음악들은 1927년 동명의 뮤지컬에서 쓸 때 썼던 곡을 그대로 썼다. 이 노래들은 조지 거슈윈이 작곡을 하였다. 대표적인 노래로는 다음이 있다.
- S Wonderful (S 원더풀)
- Bonjour, Paris (봉주르, 파리)
- Think Pink (핑크를 생각하라)